# Civrieux
Civrieux is een dorp en gemeente in Frankrijk, in de regio Auvergne-Rhône-Alpes. Het ligt op de rand van het plateau, waarop ook de Dombes liggen. De weg begint er naar beneden naar de Saône, die 6 km naar het westen ligt. De gemeente telde 1.986 inwoners op 1 januari 2022.

## Geografie
De oppervlakte van Civrieux bedroeg op 1 januari 2022 19,76 vierkante kilometer; de bevolkingsdichtheid was toen 100,5 inwoners per km².
De onderstaande kaart toont de ligging van Civrieux met de belangrijkste infrastructuur en aangrenzende gemeenten.

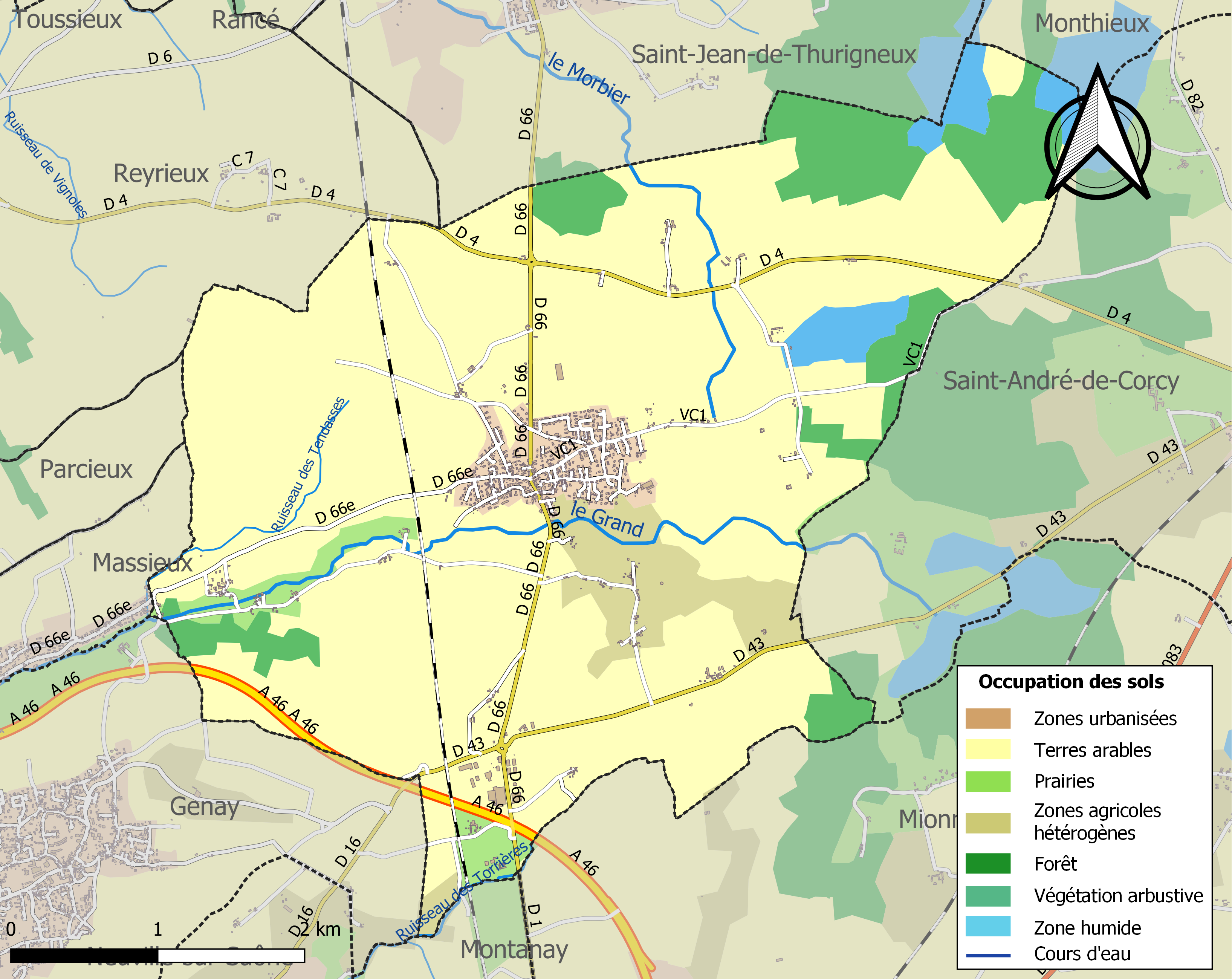

## Demografie
Onderstaande figuur toont het verloop van het inwoneraantal van Civrieux vanaf 1962. De cijfers zijn afkomstig van het Frans bureau voor statistiek en bevatten geen dubbel getelde personen (volgens de gehanteerde definitie population sans doubles comptes).
Vanwege een beveiligingsprobleem met de MediaWiki Graph-software is het momenteel niet mogelijk deze grafiek weer te geven. Zodra de software is bijgewerkt zal de grafiek vanzelf weer zichtbaar worden.